# كوتا نمساوية
الكوتا النمساوية (باللاتينية: Cota austriaca) نوع نباتي يتبع جنس الكوتا من الفصيلة النجمية. كان هذا النوع يوضع ضمن جنس الأربيان وكان يسمى الأربيان النمساوي (باللاتينية: Anthemis austriaca).

## الموئل والانتشار
موطنها بلاد الشام والمغرب العربي وتركيا والبلقان ووسط أوروبا وحوض البحر الأسود.

## مرادفات للاسم العلمي
- (باللاتينية: Anthemis austriaca L.)
- (باللاتينية: Anthemis cotiformis Velen.)